# Feminacionalismo
Feminacionalismo ou femonacionalismo (acrónimo de feminismo e nacionalismo) é um termo que descreve a associação entre um tipo de ideologia nacionalista e alguns postulados do movimento feminista com motivações xenófobas.
O termo foi originalmente proposto pela académica Sara R. Farris para referir aos processos pelos que certos poderes se alinham com algumas reivindicações do movimento feminista com o fim de justificar posições racistas, xenófobas ou aporófobas, apoiando-se em os preconceitos de que as pessoas migrantes têm de ser forçadamente machistas e de que a sociedade ocidental é completamente igualitária. Desta forma, faz-se uso das mulheres e os direitos alcançados para sustentar posturas em contra da imigração, sendo a cada vez mais comum entre partidos de extrema direita.
As principais críticas deste fenómeno centram-se no uso parcial e sectario que se faz do movimento feminista para amparar fins baseados na intolerância, obviando o próprio sexismo e a falta de uma igualdade real na sociedade ocidental em seu conjunto.